# Суперкубок Уругваю з футболу
Суперкубок Уругваю з футболу — клубний турнір з футболу, що проводиться в Уругваї. 
У перші роки після створення учасниками змагання були чемпіон країни та переможець Проміжного турніру (проводиться між Апертурою і Клаусурою). Після створення національного кубку його переможець став учасником матчу за Суперкубок на місці переможця Проміжного турніру.
Організатором змагання є Асоціація футболу Уругваю.

## Фінали
| Рік  | Переможець | Рахунок      | Фіналіст             |
| ---- | ---------- | ------------ | -------------------- |
| 2018 | Пеньяроль  | 3:1          | Насьйональ           |
| 2019 | Насьйональ | 1:1 пен. 4:3 | Пеньяроль            |
| 2020 | Ліверпуль  | 4:2 дч       | Насьйональ           |
| 2021 | Насьйональ | 2:0          | Монтевідео Вондерерз |
| 2022 | Пеньяроль  | 1:0 дч       | Пласа Колонія        |
| 2023 | Ліверпуль  | 1:0          | Насьйональ           |
| 2024 | Ліверпуль  | 1:0          | Дефенсор Спортінг    |
| 2025 | Насьйональ | 2:1          | Пеньяроль            |

## Досягнення за клубами
| Клуб                 | Кількість перемог | Роки перемог     | Кількість фіналів | Роки поразок     |
| -------------------- | ----------------- | ---------------- | ----------------- | ---------------- |
| Насьйональ           | 3                 | 2019, 2021, 2025 | 3                 | 2018, 2020, 2023 |
| Ліверпуль            | 3                 | 2020, 2023, 2024 | -                 | -                |
| Пеньяроль            | 2                 | 2018, 2022       | 2                 | 2019, 2025       |
| Монтевідео Вондерерз | -                 | -                | 1                 | 2021             |
| Пласа Колонія        | -                 | -                | 1                 | 2022             |
| Дефенсор Спортінг    | -                 | -                | 1                 | 2024             |